# جنگلبان‌واران

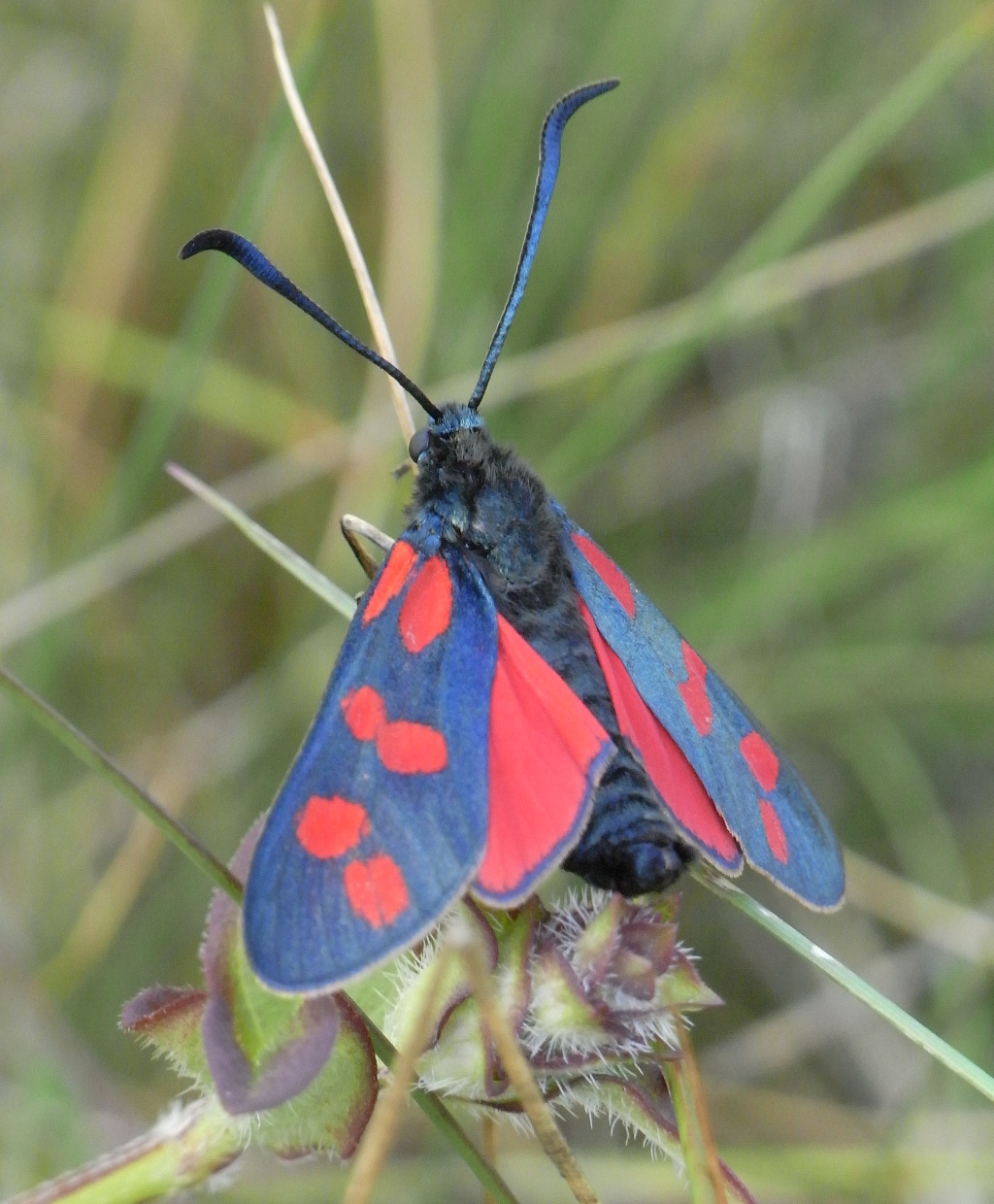
جنگلبان‌واران

جنگلبان‌واران (نام علمی: Zygaenoidea) نام یک بالاخانواده از راسته پروانه‌سانان است.